# بيت النابودة

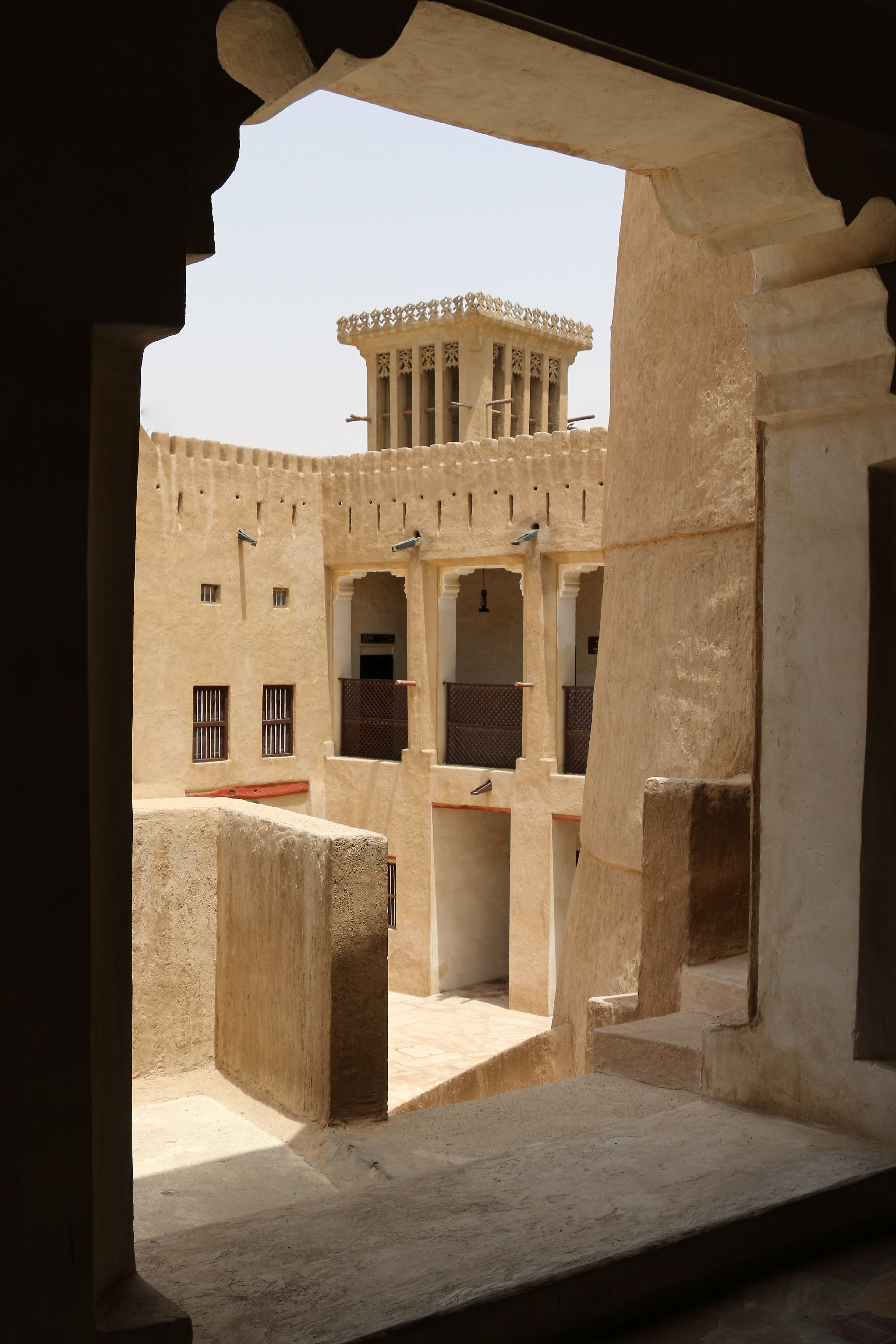
بيت النابودة

بيت النابودة، هو منزل ومتحف لتجار اللؤلؤ يقع في قلب الشارقة، البلدة القديمة والمنطقة التراثية في الشارقة، الإمارات العربية المتحدة (الإمارات العربية المتحدة).

## منزل
تم بناء المنزل، وهو منزل عائلي عربي تقليدي، حول فناء من أشجار اللوز والنخيل، في حوالي عام 1845. وهو مثال بارز على أسلوبها وتتميز بخشب الساج المنحوت الذي يعكس ثروة ومكانة مالكها، تاجر اللؤلؤ عبيد بن عيسى بن علي الشامسي، المعروف باسم النابودة. كانت عائلته من أفراد قبيلة البوشمس ذات النفوذ (الشامسي هو مفرد آل البوشمس). كان لعبيد النابودة ثلاث زوجات. أعطى اسمه لواحدة من أكبر العائلات التجارية في الإمارات العربية المتحدة، ويعمل بها اليوم حوالي 16000 موظف ويعملون في مجالات الطيران والبناء والزراعة والخدمات اللوجستية. 
المنزل مبني من المرجان والجبس واللبن، ويتكون المنزل من عدد من الغرف حول فناء مركزي، مع أماكن عائلية يمكن الوصول إليها بشكل منفصل عن الخارج لدعم أفراد الأسرة الممتدة حيث تم توسيع المنزل لاستيعاب أطفاله وعائلاتهم.  المنزل عبارة عن مبنى من طابقين، وهو أمر غير معتاد نسبيًا بالنسبة لوقته ورمزًا للثروة الكبيرة. بالإضافة إلى أبراج بارجيل التقليدية للرياح المخصصة للتبريد، يتميز المنزل بملاكاف ومصدات رياح مدمجة في الجدران. 

## تجارة
يقع مجلس النابودة مقابل منزل العائلة. كان يتاجر بلآلئه مع الأسواق في المملكة المتحدة وفرنسا، ولكن أيضًا، بشكل حاسم، مع الهند وكانت الثروة الأسطورية للمهراجا هي التي شكلت الدعامة الأساسية لأعماله. سمحت هذه التجارة الهندية أيضًا للنابودة بشراء أعمدة وأبواب كبيرة من خشب الساج من الهند وشحنها مرة أخرى إلى الشارقة إلى منزله المتنامي باستمرار، والذي كان من المقرر أن تصل مساحته في النهاية إلى 10000 متر. 
كان النابودة شخصية عالمية بشكل غير عادي في الشارقة المعاصرة، حيث كان يحتفظ بمنازل في باريس ومومباي بالإضافة إلى منزل عائلته في ما كان آنذاك بلدة صغيرة نسبيًا وإن كانت ثرية.  مثل العديد من التجار في فئته، فقد تضرر بشدة من مزيج من الكساد الكبير والذوق المتزايد للؤلؤ الياباني المزروع وشاهد الطلب على تجارته ينضب بين عشية وضحاها تقريبًا. مع وضع قوارب صيد اللؤلؤ ونظام التجارة بأكمله الذي كان قائمًا حول انهيار صيد اللؤلؤ، واجه سكان الشارقة (والإمارات الساحلية الأخرى في الإمارات المتصالحة ) الخراب المالي والفقر والمجاعة في نهاية المطاف. على الرغم من أن النابودة كان معروفا بكرمه، إلا أن الأوقات كانت قاسية. فشلت جهود مجلس التجارة البريطاني لإيجاد أسواق بديلة لآلئ الخليج وكان التنويع هو الطريق الوحيد المتاح لكثير من التجار الذين كانوا سيثقلون ديونًا كبيرة خلال الانهيار البطيء للتجارة. 

## استعادة
استمر أفراد الأسرة في العيش في المنزل خلال فترة تدهوره الطويلة حتى سبعينيات القرن الماضي، عندما تُركت لتراث الشارقة. تعرض المنزل لأضرار جسيمة بسبب المياه والنمل الأبيض، وقد تم ترميمه في الأصل في التسعينيات ثم أعيد افتتاحه في أبريل 2018 بعد أعمال الترميم الرئيسية. 